# Uniwersytet Noor Payam
Uniwersytet Payame Noor (pers. ‏دانشگاه پیام نور‎; ang. Payame Noor University – PNU) – irańska publiczna uczelnia z główną siedzibą w Teheranie. 
Początki uniwersytetu sięgają 1988 roku.
Uniwersytet posiada 31 ośrodków regionalnych oraz 502 lokalnych ośrodków badawczych i kampusów w całym kraju. Jest to drugi pod względem wielkości uniwersytet w tym kraju. Uczelnia kształci też studentów z zagranicy, jednak tylko w języku perskim.